# Huawei GR5 2017
Huawei GR5 2017 — смартфон середнього рівня, розроблений компанією Huawei. Був представлений в листопаді 2016 року. Також в деяких країнах смартфон продавався під назвами Honor 6X та Huawei Mate 9 lite.
В Україні смартфон поступив у продаж 12 січня 2017 року.

## Дизайн
Екран смартфона виконаний зі скла. Корпус виконаний з алюмінію з пластиковими вставками зверху та знизу.
Знизу розміщені роз'єм microUSB, динамік та стилізований під динамік мікрофон. Зверху розташовані другий мікрофон та 3.5 мм аудіороз'єм. З лівого боку розташований гібридний слот під 2 SIM-картки або 1 SIM-картку і карту пам'яті формату microSD до 128 ГБ. З правого боку розміщені кнопки регулювання гучності та кнопка блокування смартфону. Сканер відбитків пальців знаходиться на задній панелі.
В Україні Huawei GR5 2017 продавався в 3 кольорах: сірому, сріблястому та золотому.

## Технічні характеристики

### Платформа
Смартфон отримав процесор Kirin 655 та графічний процесор Mali-T830 MP2.

### Батарея
Батарея отримала об'єм 3340 мА·год.

### Камери
Смартфон отримав основну подвійну камеру 12 Мп, f/2.2 (ширококутний) + 2 Мп (сенсор глибини) з фазовим автофокусом та можливістю запису відео в роздільній здатності 1080p@30fps. Фронтальна камера отримала роздільність 8 Мп, світлосилу f/1.9 (ширококутний) та здатність запису відео у роздільній здатності 1080p@30fps.

### Екран
Екран LTPS IPS LCD, 5.5", FullHD (1920 x 1080) зі щільністю пікселів 403 ppi та співвідношенням сторін 16:9.

### Пам'ять
Смартфон продавався в комплектаціях 3/32 та 4/64 ГБ.

### Програмне забезпечення
Смартфон був випущений на EMUI 4.1 на базі Android 6.0 Marshmallow. Був оновлений до EMUI 5 на базі Android 7.0 Nougat.

## Рецензції
Оглядач з інформаційного порталу ITC.ua поставив Huawei GR5 2017 4.5 бали з 5. До мінусів він відніс те, що може не вистачити продуктивності для вимогливих задач. До плюсів оглядач відніс зовнішній вигляд, матеріали корпусу, збірку, дисплей, камери, автономність та малий нагрів. У висновку він сказав, що ціна в 300$ може розчарувати тільки людину, яка в першу чергу оцінює продуктивність, а у всьому іншому, тим більше в камері, смартфон вийшов хорошим.
Оглядач з інформаційного сайту НВ поставив Huawei GR5 2017 8 балів з 10. Оглядач похвалив смартфон за хороший екран, відмінну збірку та камери і непоганий звук. Єдине, що оглядач відні до мінусів ― це продуктивність, але зазначивши, що за ціну в 6500 грн. вона цілком прийнятна.